# Aulopareia
Az Aulopareia a csontos halak (Osteichthyes) főosztályának a sugarasúszójú halak (Actinopterygii) osztályába, ezen belül a sügéralakúak (Perciformes) rendjébe, a gébfélék (Gobiidae) családjába és a Gobiinae alcsaládjába tartozó nem.

## Rendszerezés
A nembe az alábbi 4 faj tartozik:
- Aulopareia atripinnatus (Smith, 1931)
- Aulopareia janetae Smith, 1945
- Aulopareia koumansi (Herre, 1937)
- Aulopareia unicolor (Valenciennes, 1837)